# Il mio amico Dante
Il mio amico Dante è un libro per bambini e ragazzi, scritto da Geronimo Stilton.

## Trama
Il giornalista Geronimo Stilton è nel suo ufficio dell'Eco del Roditore. Mentre si sta preparando per la giornata di lavoro, tutti i parenti e amici gli parlano del Dantedì. Geronimo, ignorando che sia il nome del giorno dedicato a Dante, non capisce e cerca di continuare a prepararsi. Ma dopo un invito a Firenze ricevuto via e-mail dal Professor Ruditissimo, si affretta a prendere l'aereo per la città. Colpito da numerosi infortuni e svenimenti, si addormenta e immagina di affrontare un viaggio insieme a Dante Alighieri e Virgilio. Alla fine però, si accorge che tutto è un sogno, ma ha la prova che quest'ultimo non lo è propriamente, perché vede la mappa vista nel sonno con la firma di Dante fresca d'inchiostro.

## Edizioni
- Elisabetta Dami, Il mio amico Dante, Milano, Edizioni Piemme, 2021, ISBN 978-8856678116.